# Edouard Dupont
Edouard Dupont, född 31 januari 1841 i Dinant, död 31 mars 1911 i Cannes, var en belgisk geolog och arkeolog.
Dupont var direktör för Naturhistoriska museet i Bryssel och gjorde sig känd för sina undersökningar av belgiska grottor, som innehåller spår efter landets tidigaste befolkning. Bland hans skrifter märks L'homme pendant les âges de la pierre dans les environs de Dinant-sur-Meuse (andra upplagan, 1872).